# Carmen del Darién
Carmen del Darién es un municipio de Colombia localizado en el departamento de Chocó. Ubicado en la desembocadura del río Sucio en el Atrato. 

## Toponimia
Adoptó el nombre del Carmen del Darién en honor a las fiestas patronales de la Virgen del Carmen y a la región del Darién.

## División Político-Administrativa
El municipio de Carmen del Darién, está conformado por 8 corregimientos y 54 veredas, los centros poblados más importantes, después de la cabecera municipal son:
- Curbaradó (cabecera municipal)
- Puerto Lleras
- Vigía de Curbaradó
- Domingodó
- La Grande
- Turriquitadó
- Brisas
- Costa de Oro

Sus veredas son:
- Nevera
- Caño Claro
- Caño Manso
- Quebrada Montería
- El Cerrao
- Apartodocito
- Buena vista
- Anda Lucia
- Cetino
- La Iguana
- Camelias
- No Hay como Dios
- Villa Luz
- Caracoli
- El Guamo
- Despensa Baja
- Despensa Media
- San José de Gengadó
- Gengadó medio
- Corobazal
- Urada (Afro)
- El Bergel
- Nueva Esperanza
- Las Menas
- Bracitos
- Pueblo Nuevo
- Centro Jigua
- El Ovo
- Bella Flor Remacho
- Caño Seco
- Santa fe Churima
- La Laguna
- Bocas de Chicao
- Apartadó Buena vista
- La madre
- Unión Chogorodo
- Urama
- Agua Dulce
- Chintadó
- Emberá Soquerré
- Mamei Dipurdú
- Tortuga
- Jagual
- Marcial
- Horizonte
- Alto Guayabal
- Coredocito
- Vidoquera
- Ellavida
- Nuevo Cañaveral
- Urada (Indígena)
- Ibudó
- Padadó
- Dearadé

## Economía
El renglón económico se basa en:
- La Pesca, practicada de forma artesanal y en algunas partes del río Atrato, en corregimientos como Vigia de Curbaradó, La Grande, Domingodó, Curbaradó, Montaño y todos los afluentes del Río Atrato.

- La agricultura, se basa en cultivos de plátano, yuca, banano y algunos frutales típicos de la región como borojó, chontaduro, piña, marañón, caimito, almirajó, lulo y otras.
- Ganadería en menor escala
- Forestal, relacionado con la Madera

## Historia
Carmen del Darién es un Municipio Colombiano, ubicado en el departamento del Chocó. Inicialmente fue un corregimiento del municipio de Riosucio, llamado Curbaradó. Fue constituido en Municipio mediante la ordenanza 018 del 22 de septiembre de 2000, con base en el numeral 6 del artículo 300 de la Constitución Política de 1991. Mediante el artículo 8 de la ley 136 y el artículo 1 de la ley 177 de 1994.
La cabecera municipal, Curbaradó, se fundó como población a mediados de 1913, aunque en sus alrededores hubo asentamientos humanos desde la época precolombina, sirviendo de itinerario a los conquistadores españoles que se desplazaban por el río Atrato hasta Vigía de Curbaradó. Durante la colonia española, traficantes y aventureros atravesaban el Río Curbaradó o Río de Mochilero, como lo llamaban los indígenas Emberá, buscando comunicación con río Sucio.
Los primeros colonos fueron don Basiliso Caicedo, oriundo de Bebaramá, su señora esposa doña Brígida Murillo, procedente del municipio de Istmina, estos considerados fundadores, y con ellos Ceferino Mena, Primitivo Mena, Simón Torres, Damián Moya, Francisca Caicedo, Sención Machado, José María Murillo, Rufina Cuesta, entre otros; actualmente el territorio se encuentra habitado por afrocolombianos, Indígenas y colonos provenientes de los departamentos de Córdoba y Antioquia. su extensión Geográfica es de 4,700 km²

## Geografía
El municipio del Carmen del Darién se encuentra ubicado en la parte noroccidental del departamento del Chocó, en la región del Bajo Atrato o Darién Chocoano, a una distancia de 369 km de Quibdó, la capital del departamento. Tiene una superficie de 4.700 km².

## Límites
Carmen del Darién limita al occidente y al norte con Riosucio y Belén de Bajirá, al oriente con el Mutatá y Dabeiba (ambos en Antioquia), al sur con Murindó (en Antioquia) y Bojayá, y al suroccidente con Bahía Solano. Su territorio es atravesado de sur a norte por el río Atrato. Su cabecera municipal es la población de Curbaradó. El código postal 277030 pertenece a Carmen del Darién en el departamento de Choco.